# Kia EV9
Kia EV9 — электромобиль, выпускаемый южнокорейской корпорацией Kia Motors с 2021 года.

## История
Автомобиль Kia EV9 впервые был показан 11 ноября 2021 года на фотографиях. Серийно автомобиль производится с 17 ноября 2021 года в Лос-Анджелесе. В 2023 году он получил 5 звёзд в EuroNcar.
В 2024 году Kia EV9 удостоился премии «Всемирный автомобиль года» (WCOTY). В финале модель обошла конкурентов BYD Seal и Volvo EX30. Кроме этого,  Kia EV9 признали лучшим электромобилем года.

## Описание
Модель Kia EV9 оснащена 22-дюймовыми колёсными дисками. Фары встроены в облицовку передней части. Сзади присутствует солнечная батарея. Вместо зеркал заднего вида присутствуют камеры. Отделки автомобиля — Active Mode, Pause Mode и Enjoy Mode. Зарядка с 10 до 80% осуществляется за 20 минут. По габаритам модель превосходит Kia Telluride.
В конце ноября 2024 года на автосалоне в Лос-Анджелесе был представлен и Kia EV9 GT. Следуя формуле, заданной EV6 GT, EV9 GT повышает производительность и отношение к электрическому флагману Kia, даже если он немного уступает по чистой мощности своему младшему собрату. В то время как два электродвигателя в EV6 GT в совокупности выдают 576 л. с., новый EV9 GT имеет мощность всего 501 л. с. Передние колеса приводит в движение двигатель мощностью 214 л. с., а сзади установлен агрегат мощностью 362 л. с..

## Галерея

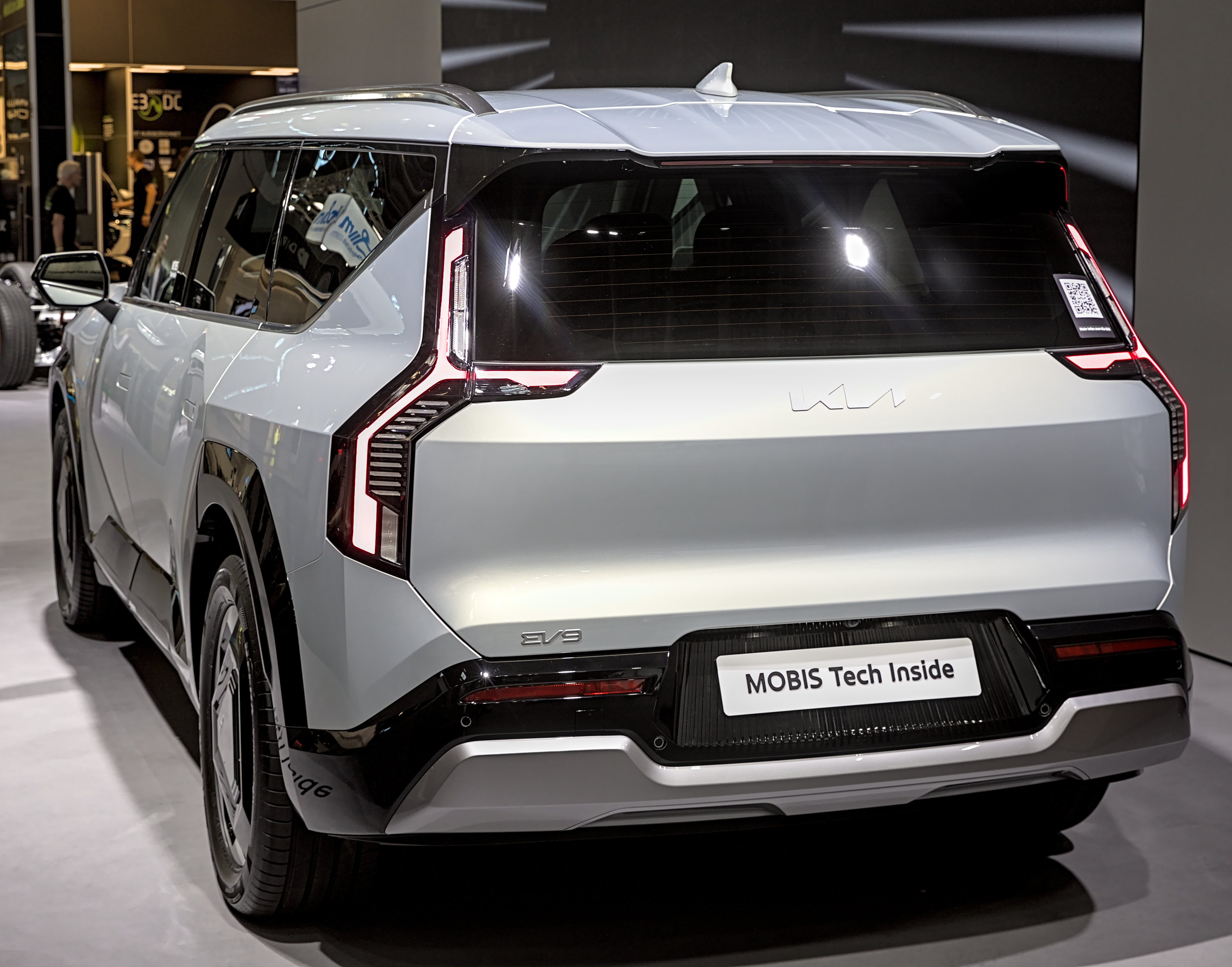
Вид сзади
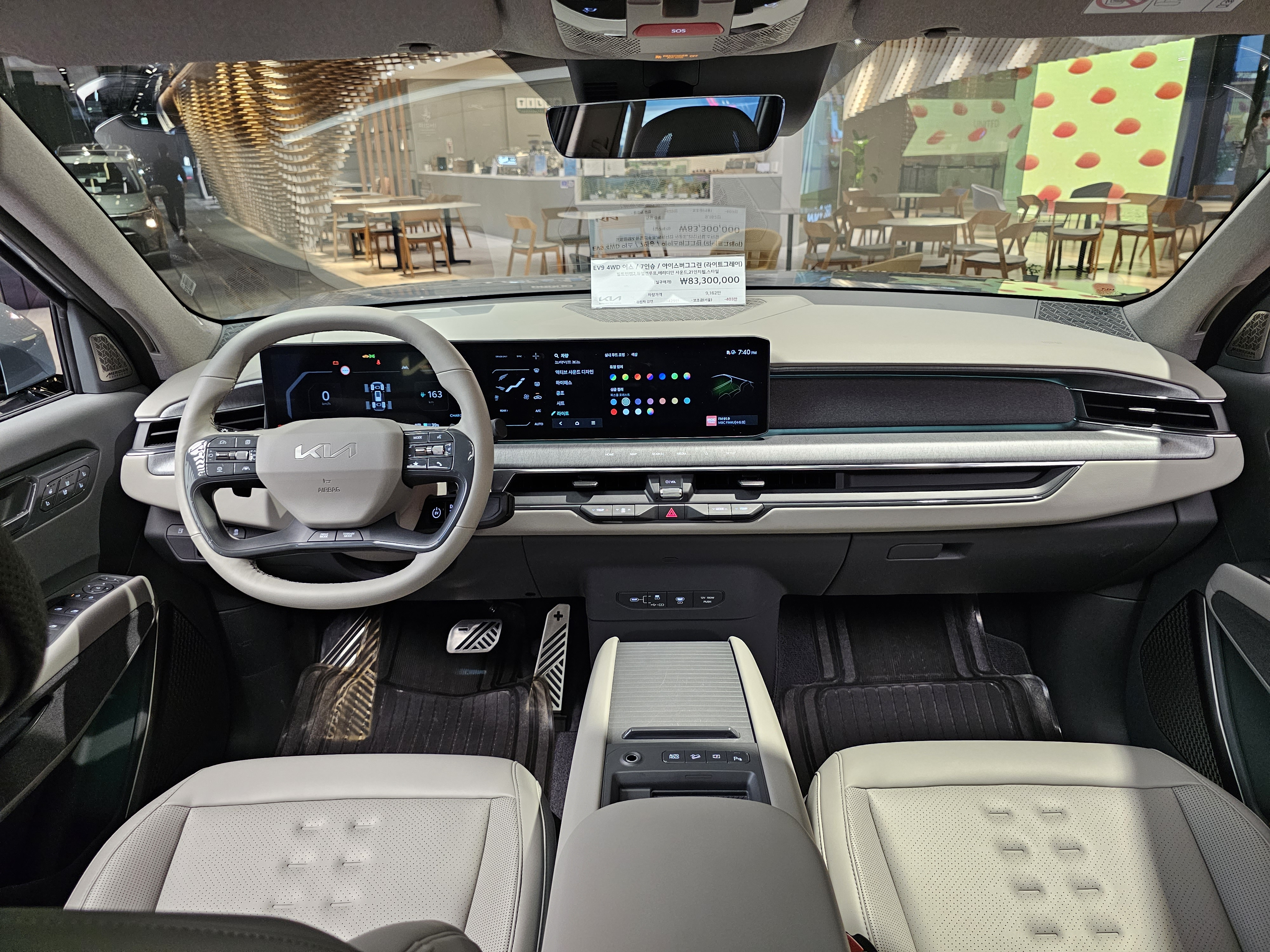
Приборная панель
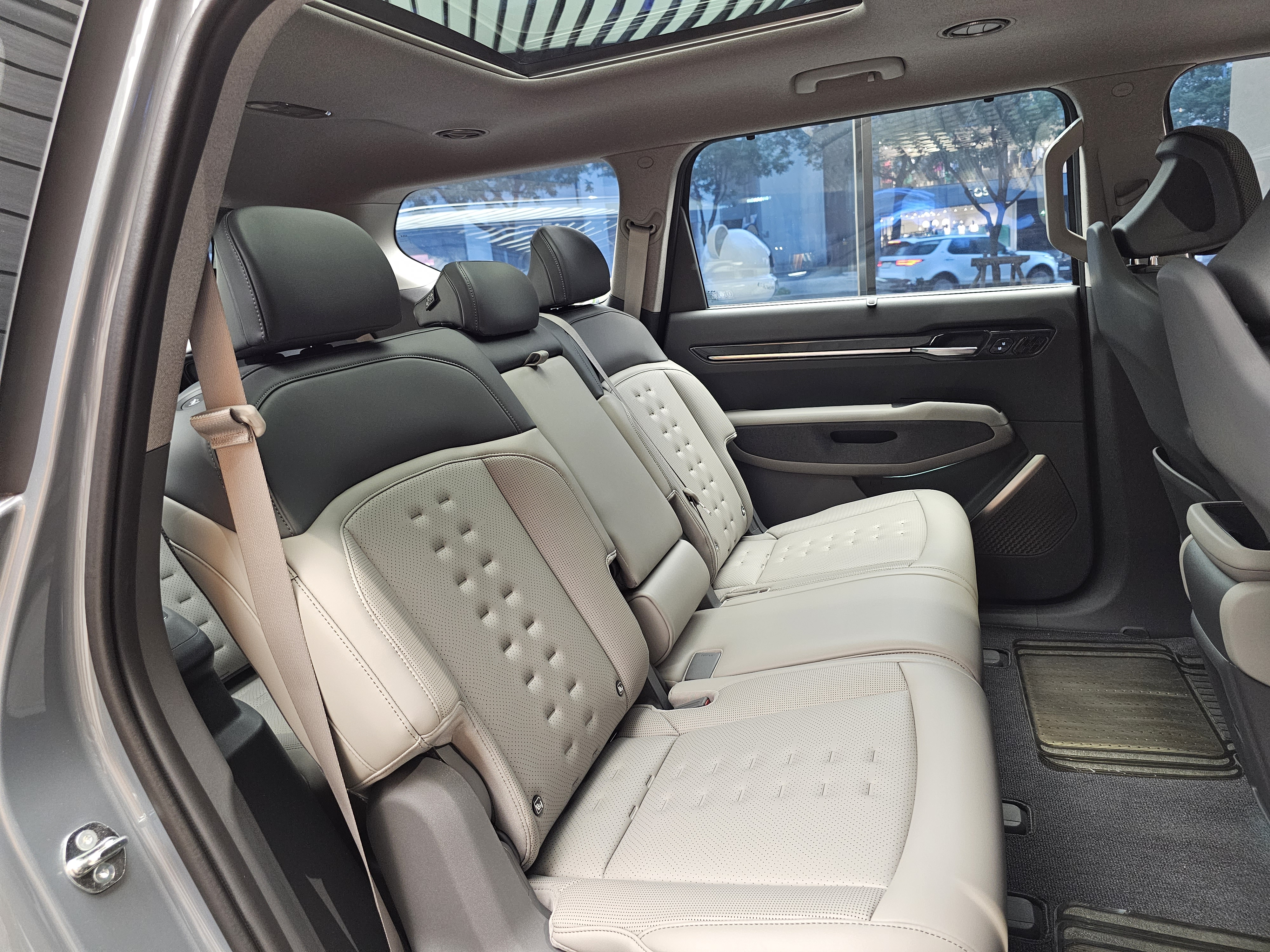
Задний ряд сидений
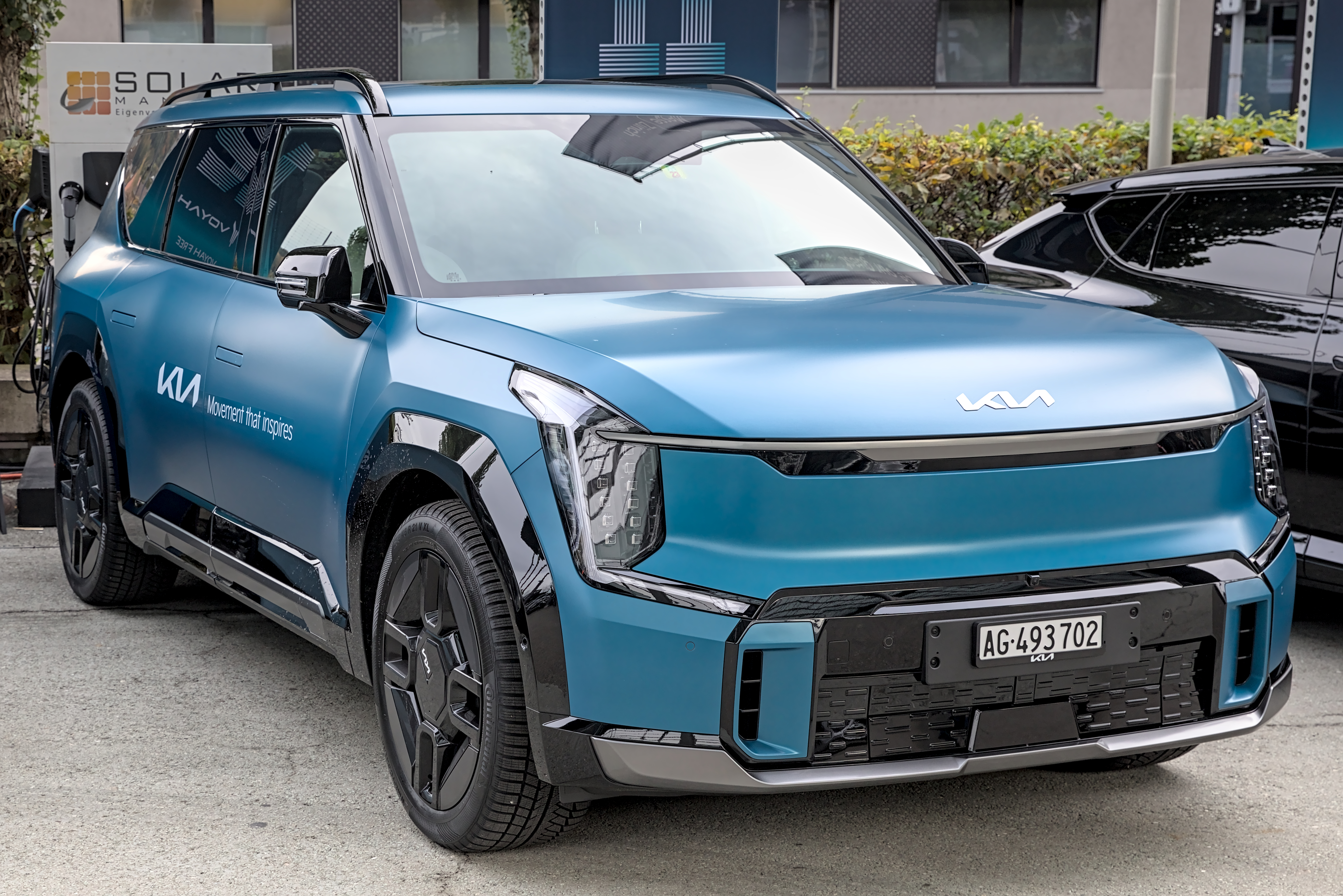
Kia EV9 GT-Line
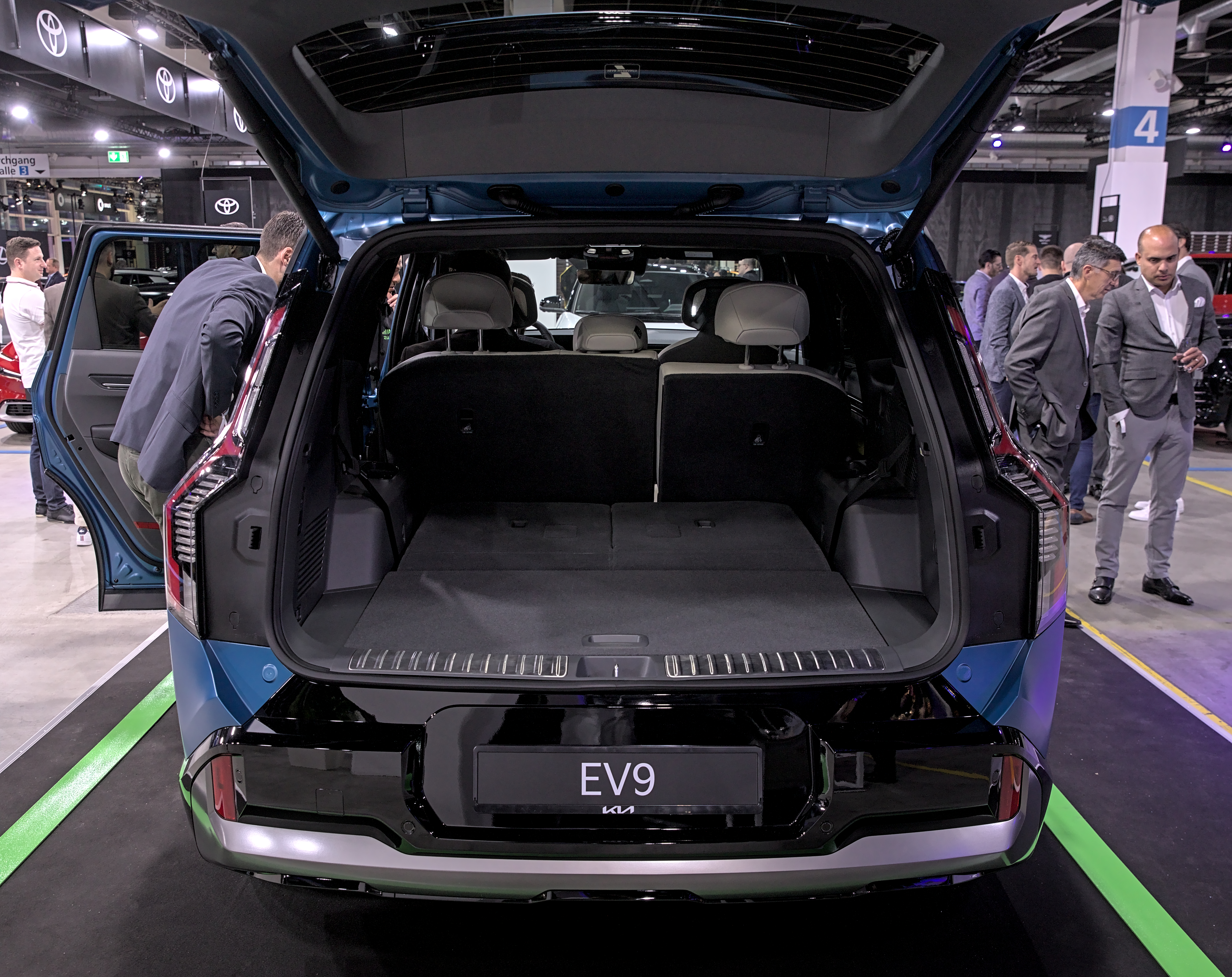
Багажник
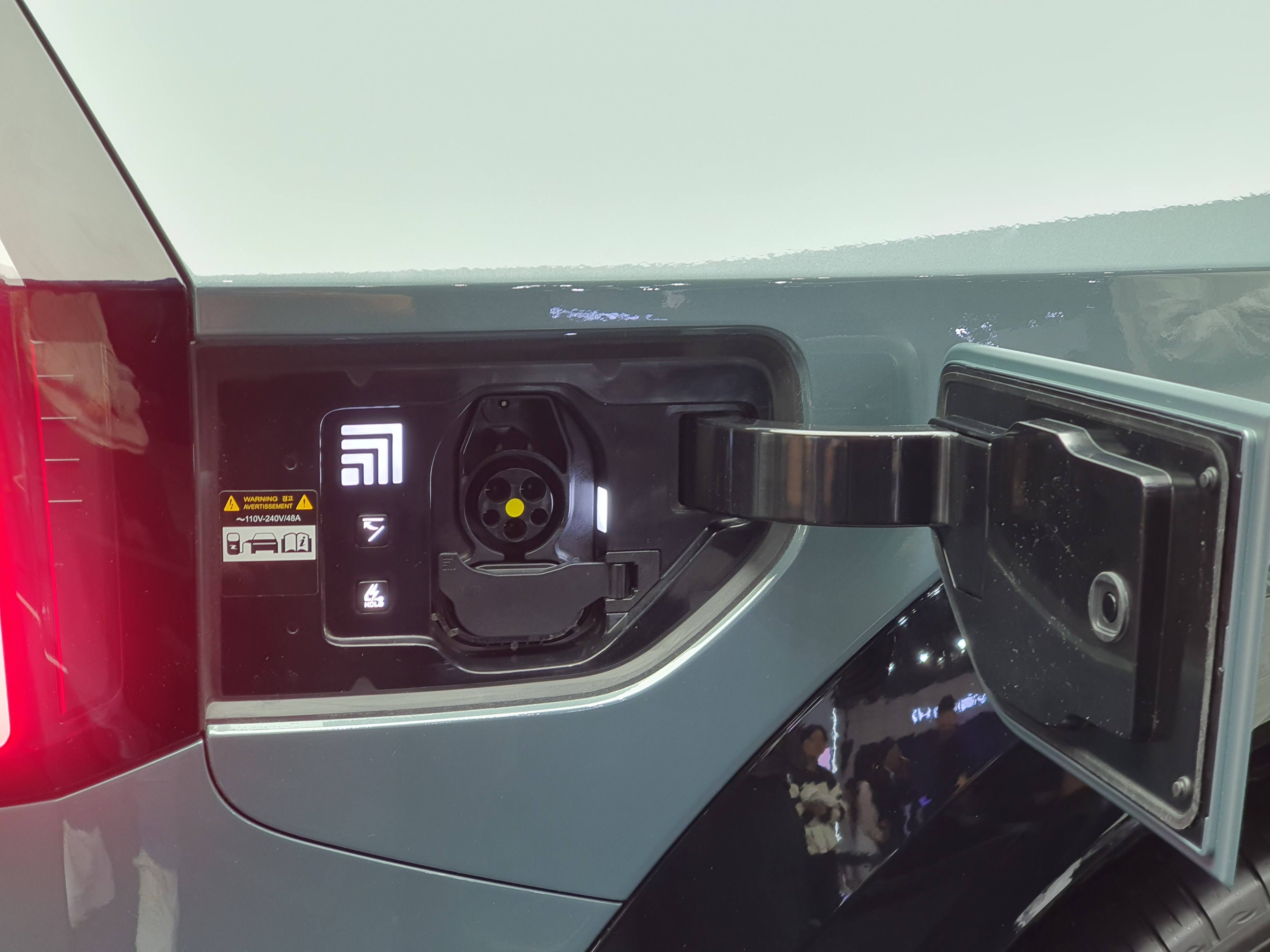
Порт зарядки